# Bahnbetriebswerk Görlitz

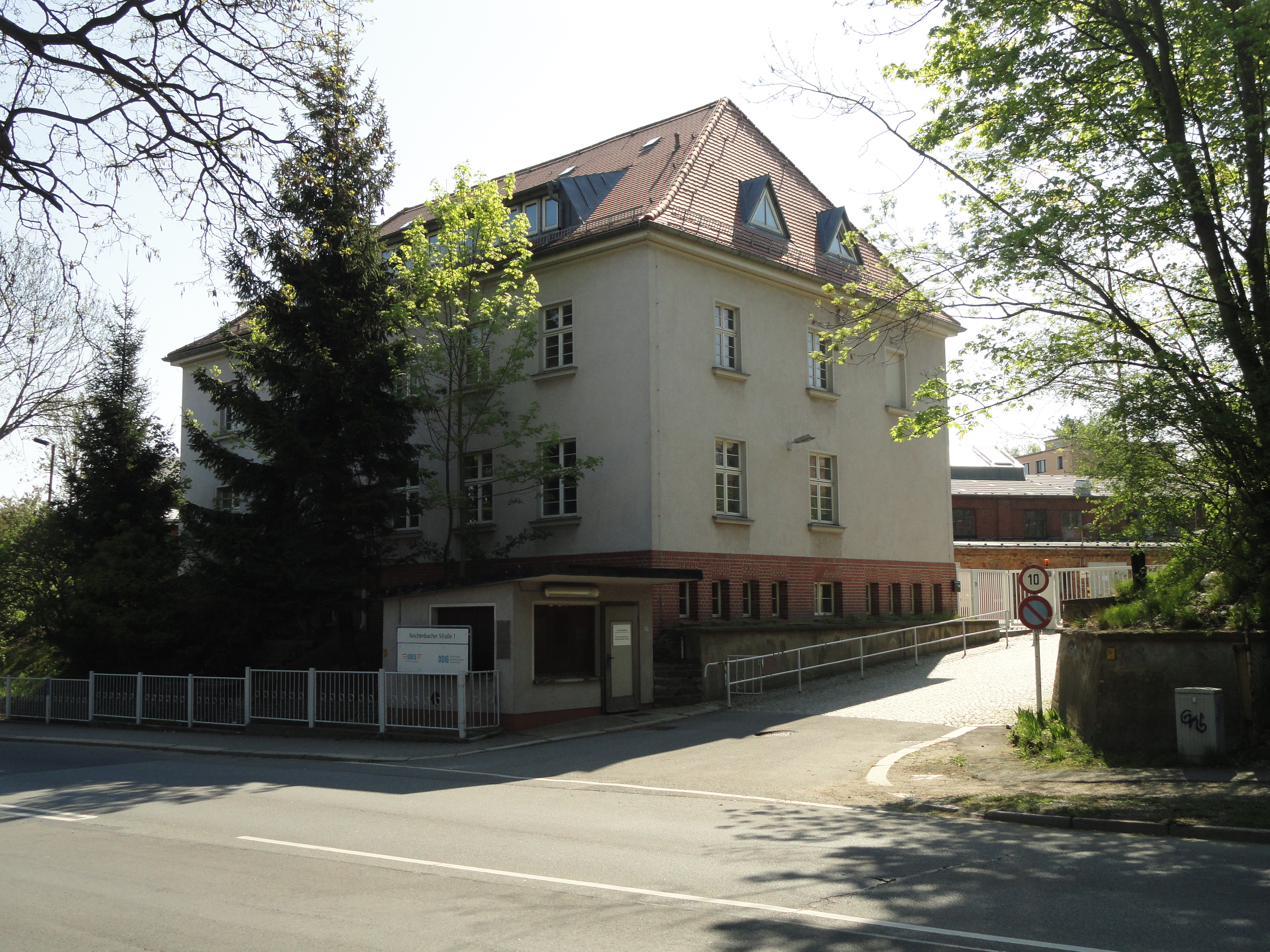
Das Übernachtungs- und Verwaltungsgebäude des Bahnbetriebswerks an der Reichenbacher Straße

Das Bahnbetriebswerk Görlitz (Bw Görlitz) ist eine Eisenbahninstandhaltungswerkstatt in der Görlitzer Südstadt, die mittlerweile von der Ostdeutschen Instandhaltungsgesellschaft (ODIG) betrieben wird. Die ODIG ist eine Tochtergesellschaft der Ostdeutschen Eisenbahn Gesellschaft (ODEG), die im Lausitzer Eisenbahnnetz mehrere Strecken betreibt. Die ODIG wartet im Görlitzer Werk die ODEG-Triebwagen des Lausitzer Netzes.
Das Bahnbetriebswerk kann auf eine langjährige Geschichte zurückblicken. Bereits während der Länderbahnzeit wurden hier preußische und sächsische Personenzuglokomotiven gewartet und instand gesetzt. Anfangs unterhielt jede Länderbahn für ihre Dampflokomotiven ihre eigenen Lokstände innerhalb des Werkes. Nach dem Ersten Weltkrieg gingen die Länderbahnen in den Deutschen Reichseisenbahnen auf und das Bw wurde nun nur noch von einer Staatsbahn genutzt. Auch nach dem Anschluss von Görlitz an das elektrische Eisenbahnnetz blieben in dem Bw lediglich Dampflokomotiven beheimatet. Nach dem Ende des Zweiten Weltkrieges geriet das Bw infolge der Grenzziehung in eine Randlage innerhalb Deutschlands bzw. der DDR. Ab Mitte der 1960er Jahre hielten auch die ersten Diesellokomotiven Einzug im Görlitzer Bw und verdrängten mit den Jahren die Dampflokomotiven. Nach der Wende übernahm im Jahr 1994 die Deutsche Bahn das Bw und betrieb es bis 2002 für ihre Fahrzeuge. Seit Ende 2002 nutzen private Eisenbahnverkehrsunternehmen das Werk für die Instandhaltung ihrer Fahrzeuge.

## Lage
Das Bahnbetriebswerk befindet sich im westlichen Vorfeld des Bahnhofes Görlitz an der Ausfahrt nach Dresden und Berlin. Das Werksgelände wird im Norden durch die Bahnstrecke nach Dresden und die Reichenbacher Straße sowie im Süden durch das Dampfturbinenwerk von Siemens begrenzt. Jeweils eine Zufahrt von der Lutherstraße bzw. von der Reichenbacher Straße führt auf das Werksgelände. Die Zufahrt von der Lutherstraße zweigt direkt südlich des Brautwiesentunnels ab und führt zwischen dem Siemens-Werk und dem aufgeschütteten Bahndamm bis auf das Gleisniveau hinauf.
Das Gleis 114 – das nördlichste durchführende Gleis des Bahnhofs – bindet das Bw an das Gleisnetz der DB Netz an. Von Gleis 114 zweigen über die Weichen Nummer 168 und 170 die südlichen Gleise des Bw ab. An der westlichen Weiche 170 führt das zweite, nördlichere Gleis V170 zu den Tankanlagen. Zwischen den Weichen 168 und 170 zweigt über die Weiche 72 das Gleis V66 in Richtung Nordosten ab, das wiederum im Gleis 10 einmündet. Über diese Verbindung sind alle Bahnsteiggleise direkt erreichbar.

## Geschichte

### Vorgeschichte

Blick vom Sattigplatz auf den preußischen Lokschuppen (um 1910)

Blick vom Sattigplatz auf den Jakobstunnel und den BGE-Lokschuppen mit den hohen Schornsteinen (um 1910)

Mit der Bahnhofserweiterung von 1867 entstanden auf dem Gelände des Görlitzer Bahnhofes drei Eisenbahnwerkstätten. Der Begriff Bahnbetriebswerk entstand jedoch erst während der Reichsbahnzeit. Damals wurde er noch nicht verwendet. In Preußen sprach man damals noch von Lokomotivbahnhof, Lokomotivschuppen oder Betriebswerkstätte und in Sachsen von Heizhäusern. Die Berlin-Görlitzer-Eisenbahn (BGE) besaß ihren Lokschuppen an der Ecke Bahnhof-/Jakobstraße und die Preußischen Staatseisenbahnen auf Höhe der Einmündung der Konsulstraße. Die Königlich Sächsischen Staatseisenbahnen bauten ihr Heizhaus in etwa am heutigen Standort des Bahnbetriebswerkes.
Um die Jahrhundertwende wurde auf Grund des wachsenden Verkehrs eine Trennung von Güter- und Personenverkehr notwendig. Für den Güterverkehr baute man westlich der Stadt den Güterbahnhof Schlauroth samt dem Bahnbetriebswerk Schlauroth für Güterzuglokomotiven. Die Anlagen für den Güterverkehr gingen bis November 1909 in Betrieb. Auch für Reisezuglokomotiven einigten sich die preußischen und die sächsischen Staatseisenbahnen auf den Bau eines gemeinsamen Betriebswerks. Die Standorte des preußischen und des ehemaligen BGE-Lokschuppens kamen jedoch für einen Neubau nicht mehr in Frage, da das angrenzende Gelände mittlerweile eine dichte Wohnbebauung aufwies. Man entschied sich für den Standort des sächsischen Heizhauses. Die preußischen Staatsbahnen erwarben für den Bau des Bahnbetriebswerkes zusätzlich das Grundstück Rauschwalder Straße 3387 für 34.500 Mark von der Spedition Schubert & Co.

### Bau und Betrieb bis Ende des Zweiten Weltkriegs
Danach begann man mit dem schrittweisen Umbau des Geländes. Das sächsische Heizhaus blieb zunächst bestehen, da bereits zwei Gleise (Gleis 37 und 38) an ihm vorbei in den neuen Teil des Bahnbetriebswerks führten. Erst im Jahr 1912 wurde es abgerissen. Im Folgejahr begannen die Abrissarbeiten am BGE-Lokschuppen, der bis 1915 komplett verschwand.

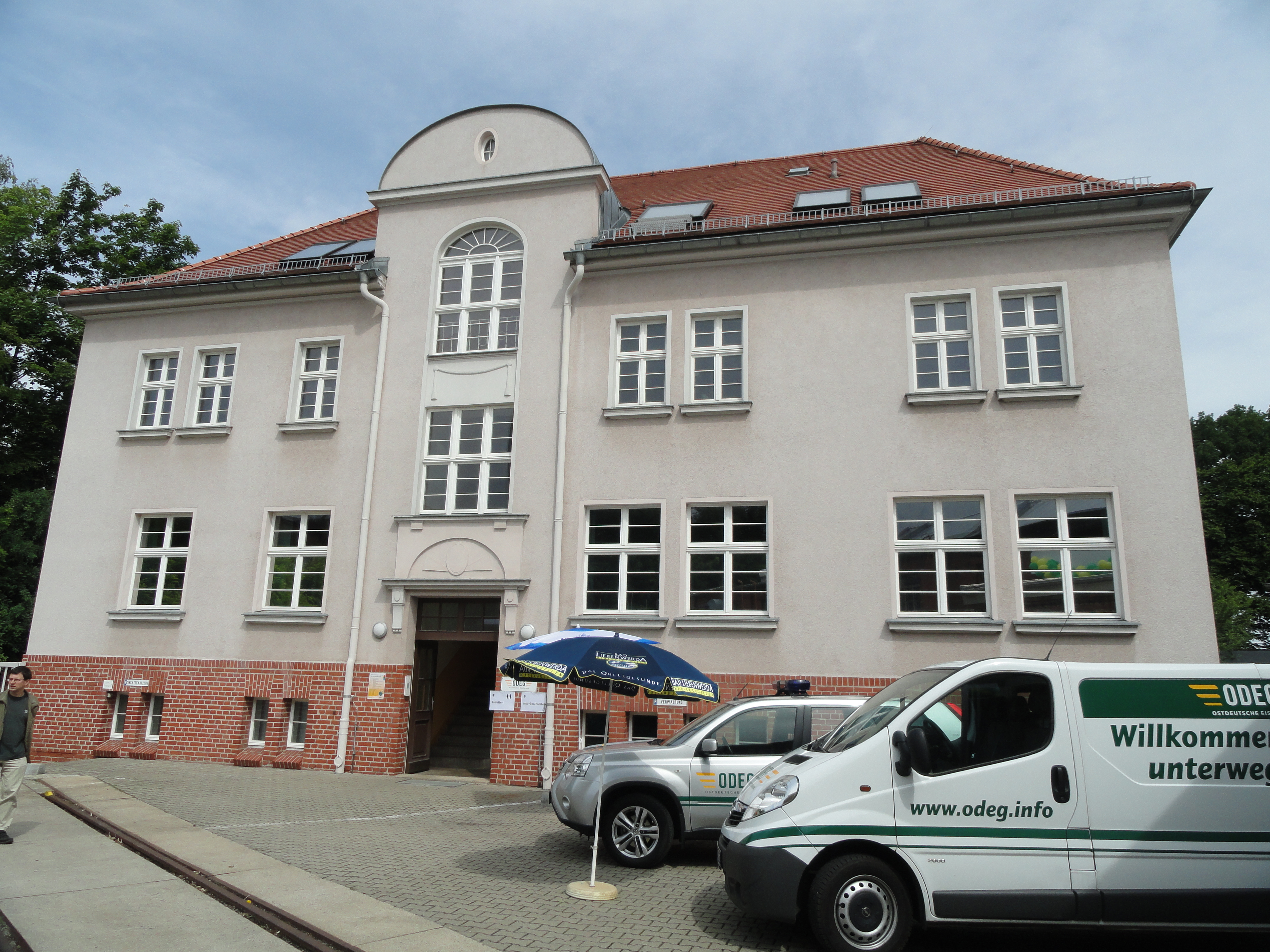
Blick vom Innenhof auf das Übernachtungs- und Verwaltungsgebäude

Im Jahr 1911 wurden die Entwürfe für das gemeinsame Bahnbetriebswerk der preußischen und sächsischen Staatsbahnen genehmigt. In dem neuen Werk waren die Bereiche beider Länderbahnen jedoch noch immer getrennt. Über den südlichen Teil verfügte die preußische und über den nördlichen Teil die sächsische Staatsbahn. Beide Eisenbahngesellschaften besaßen ein eigenes Magazin, eine Werkstatt, einen Kohlebansen, eine Ladebühne, einen Wasserkran und eine Löschgrube. Auf den Ladebühnen beider Kohlebansen befand sich jeweils ein Turmdrehkran, der die kippbaren Kohlelohren in die Tender hob. Die sächsischen Einrichtungen befanden sich an der Dresdner Strecke zwischen Gleis 38 und 39 sowie die preußischen zwischen Gleis 40 und 41. Auch im Übernachtungs- und Verwaltungsgebäude an der Rauschwalder Straße haben beide Staatsbahnen ihre eigenen Schlaf- und Aufenthaltsräume. Im Keller des Gebäudes befanden sich auf der Straßenseite acht Wannen- und vier Duschbaderäume sowie ein Aufenthaltsraum. Auf der gegenüberliegenden Seite befanden sich der Heizungskeller, eine Küche, ein Inventarraum und ein Reservekeller. Im Erdgeschoss befand sich ein großer Unterrichtsraum und daneben richtete sich später die Lokleitung ein. Auf der Hofseite wiederum waren die Büros für Vorsteher, Werkmeister, Schreiber und Oberputzer. Im Obergeschoss befanden sich die Übernachtungsräume getrennt für Lokführer und Heizer. Zur Straßenseite hinaus schliefen das sächsische und zur Hofseite das preußische Personal. Auch ein Trocken- und Waschraum befand sich im Obergeschoss.
An der Gleiszufahrt des Bw aus Richtung des Görlitzer Bahnhofes entstand eine Drehscheibe mit einem Durchmesser von 20 Metern. Beide Länderbahnen nutzten die Drehscheibe ebenso wie die Schiebebühne in der 20-ständigen Werkstatt gemeinsam und teilten sich die Unterhaltskosten für das Bw. Über einen Schornstein südlich des Lokschuppens wurden die Rauchgase der Lokomotiven aller Stände innerhalb der Werkstatt zentral abgeführt. Auch die Görlitzer Maschinenbauanstalt und Eisengießerei (heute: Siemens Dampfturbinenwerk) an der Lutherstraße erhielt noch vor dem Ersten Weltkrieg einen Gleisanschluss. Die Übergabefahrten auf das Fabrikgelände geschahen über eine Spitzkehre. Im Jahr 1916 wurde das Werkstattgebäude in Richtung Norden durch den Anbau eines Kompressorgebäudes erweitert. In der Reichsbahnzeit entstand 1920 neben dem Kompressoranbau das Kesselhaus und in der bisherigen sächsischen Schmiede wurde ein Lampen- und Transformatorenraum eingerichtet. Im Jahr 1936 erhielt das Bw vor dem Werkstattgebäude zusätzlich zur Drehscheibe eine 23 Meter breite Schiebebühne. Sie wurde damals in einigem Abstand zum Gebäude errichtet, da Planungen vorsahen die Werkstatt nochmals um 16 Stände zu erweitern. Dies geschah jedoch nie, sodass später die Schiebebühne direkt an das Gebäude angesetzt wurde.
Im Zuge der Elektrifizierung der Bahnstrecke Görlitz–Lauban und weiter bis zum Verschiebebahnhof in Schlauroth erhielten die Gleise 36 und 37 eine Oberleitung bis zur Lokschuppeneinfahrt. Die Elektrolokomotiven waren jedoch nicht im Görlitzer Bw beheimatet, sondern im Bw Schlauroth. Im Görlitzer Bw waren lediglich Wende- und Reserveloks aus Hirschberg und Lauban zu Gast.
Ab 1930 war das Bw bis Kriegsende Standort eines Hilfszugs, der am äußersten Gleis an der WUMAG-Abteilung Maschinenbau stand. Im Jahr 1932 kamen auch erstmals die ersten Dampflokomotiven der Baureihe 03 aus Breslau nach Görlitz. Sie konnten jedoch auf der 20-Meter-Drehscheibe nicht gedreht werden, da sie fast 24 Meter maßen. Werktags fuhren die Lokomotiven ins Bw Schlauroth zum Drehen. Während der Sonn- und Feiertagsruhe waren jedoch weder die Stellwerke in Schlauroth, noch das Stellwerk am Abzweig Svt an der Berliner Strecke besetzt. Somit war anfangs auch keine Dreiecksfahrt vom Bahnhof Görlitz über die Güterbahn nach Schlauroth, rückwärts auf die Berliner Strecke und anschließend weiter vorwärts zurück in den Bahnhof Görlitz möglich. Die Lokomotiven fuhren anfangs als Lokzug (Lz) nach Kohlfurt, um dort zu wenden. Nach einigen Wochen wurde dieses aufwendige Verfahren aufgegeben und auf einem Gleis auf der Güterbahn alle Weichen so gestellt, wie es für eine Fahrt zur Drehscheibe des Schlaurother Betriebswerks nötig war. Die Drehscheibe wurde zu festgelegten Zeiten von einem Wärter bedient. Im Jahr 1936 wurde im Bw Görlitz die erste Lok der Baureihe 03 beheimatet und dafür auch eine 23-Meter-Drehscheibe installiert. Der Drehmittelpunkt wurde dafür um 1,5 Meter nach Westen verschoben.
Der Zweite Weltkrieg verschonte die Stadt und das Bahnbetriebswerk weitgehend. Ein Blindgänger traf das Bw und riss ein Loch in Dach und Lokschuppenwand. Das Personal kam jedoch nicht zu Schaden, da das Werk über einen eigenen Luftschutzbunker im Berg zu Roschers Maschinenfabrik verfügte.

### Neubeginn nach dem Krieg bis zur Wende
Am Morgen des 8. Mai 1945 lag der gesamte Eisenbahnknoten Görlitz vollkommen isoliert, da am Vorabend das Neißeviadukt und sämtliche Bahnbrücken im Süden und Westen von der Wehrmacht gesprengt wurden. Die Berliner Strecke wurde bei Kämpfen gegen die vorrückende Rote Armee bei Kodersdorf so stark beschädigt, dass auch sie nicht mehr befahrbar war. Deshalb wurde der Großteil der verbliebenen Eisenbahner durch die sowjetische Militäradministratur anfangs nur zu Aufräum- und Wiederaufbauarbeiten herangezogen. Zur gleichen Zeit suchte das Bw Sagan Lokpersonale für die Züge, mit denen die sowjetische Verwaltung Reparationsgüter in Richtung Osten transportieren wollte. Bis teilweise 1954 transportierten auch Görlitzer Personale die oftmals als Beutezüge bezeichneten Reparationszüge bis zur polnisch-sowjetischen Grenze bei Brest.

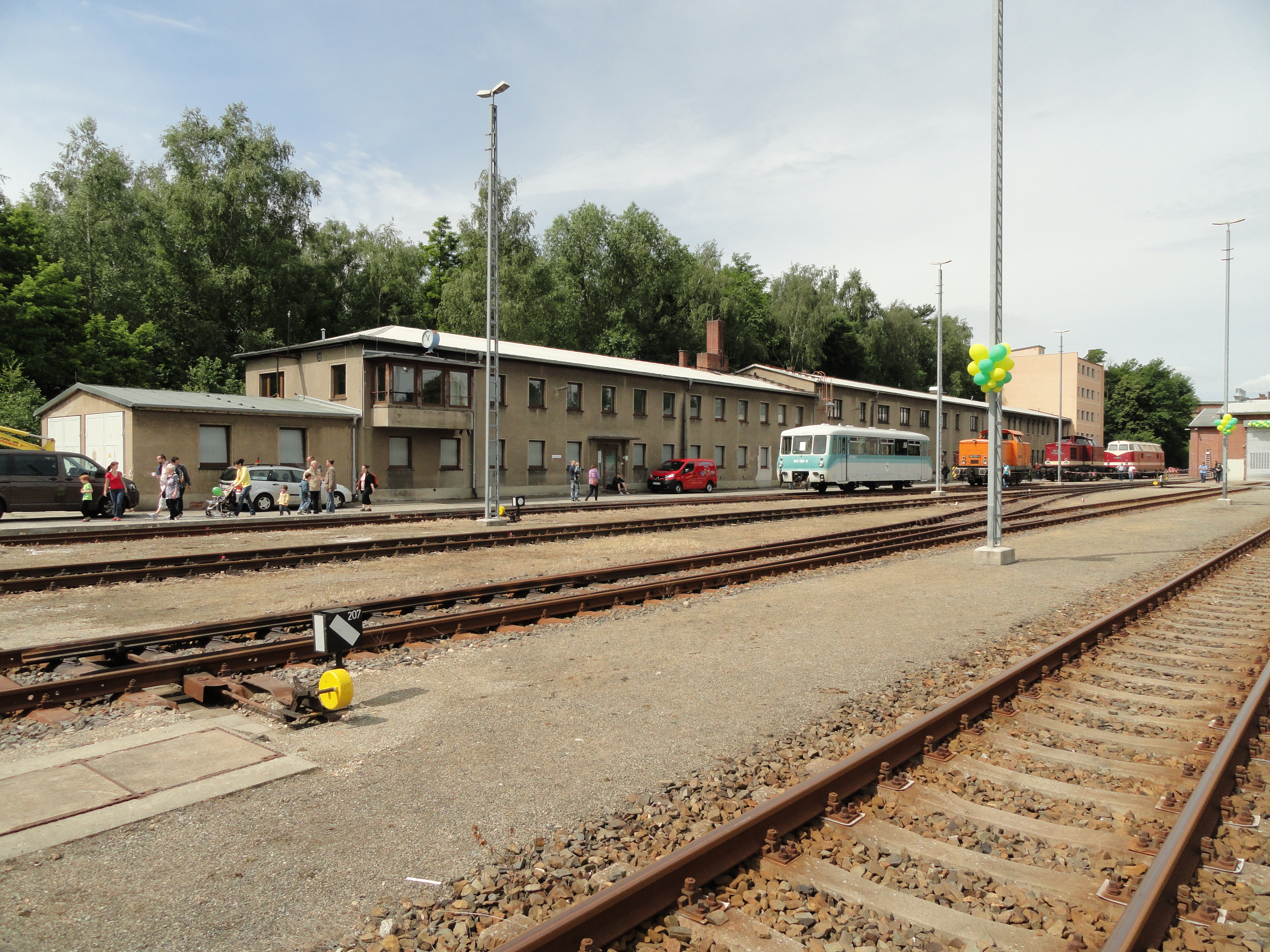
Blick auf die Lokleitung und das Sozialgebäude des Bw

Nach dem Krieg wurden alle ehemals aktiven und führenden Nationalsozialisten aus dem Dienst entlassen. In den 1950er Jahren entstanden zahlreiche Neubauten, so z. B. die neue Lokleitung mit Umkleideräumen (1953) an der Grundstücksgrenze zum Maschinenbau an der Lutherstraße. Im Jahr 1954 folgte die Werkstatt mit Kulturraum und weitere drei Jahre später bezog nebenan die neue Küche und Kantine ihre Räumlichkeiten. 1961 schufen die Eisenbahner im Rahmen des Nationalen Aufbauwerks (NAW) mit Spitzhacke und Schaufel die erste Straßenanbindung zum Bw. Sie bauten die Straße von der Brautwiesenunterführung an der Lutherstraße vorbei am Werk des Maschinenbau bis zum Bw. Bis dahin bestand lediglich ein Treppenzugang von der Rauschwalder Straße zum Verwaltungs- und Übernachtungsgebäude. Erst im Jahr 1966 erfolgte auch die Straßenanbindung an die Rauschwalder Straße. Mit Baggern und Raupenschleppern wurde der felsige Untergrund an der Straßenseite und zum Gelände der Firma Roscher abgetragen und danach planiert. An der neuen Zufahrt entstand auch ein Pförtnerhäuschen.
Im Jahr 1958 entstand zwischen den Gleisen 41 und 42 ein neuer Kohlehochbunker, aus dessen zwei Bunkersilos die Kohle nach zwei Seiten in die Tender fiel. Während der Bestückung der Tender konnte die geladene Kohle gleichzeitig gewogen werden. Am 19. April 1967 wurde der Schornstein im Süden des Lokschuppens am Gleis 43 – dem sogenannten Schornsteingleis – gesprengt. Zehn Jahre später entstand zwischen den Gleisen 40 und 41 ein neuer Schornstein, der zu einem neuen zentralen Heizwerk gehören sollte, das jedoch nie gebaut wurde. Auch dieser Schornstein wurde später gesprengt. Am Standort des alten Schornsteins am Lokschuppen entstand das mehrstöckige Sozialgebäude mit Umkleide- und Waschräumen.
Für die Diesellokomotiven V 15 und V 60 entstand 1968 eine Tankanlage. Vorher tankten die Diesellokomotiven an einer normalen Zapfsäule. Am Gleis 38 wurde 1970 eine Besandungsanlage errichtet. Sie wurde notwendig, da an jeder Lokomotive mehrere Sandkästen auf Drehgestellhöhe befüllt werden mussten. Auch wurden zahlreiche Erleichterungen für die Mitarbeiter in den Hallen installiert. So erhielt der Ölkeller einen Lastenaufzug, die Dreherei wurde erweitert und in der Werkhalle wurde ein 5-Tonnen-Demag-Kran aus der Bundesrepublik aufgebaut. Dieser half bei der De- und Montage schwerer Anbauteile. Die Schweißerei erhielt eine Absauganlage sowie ein Durchflutungsgerät, mit dem Schweißnähte auf eventuelle Einschlüsse und Risse untersucht werden konnte.
Für die seit 1983 in Görlitz beheimateten dieselelektrischen Lokomotiven der Baureihe 132 wurde im Süden am Maschinenbau eine Rheostatanlage gebaut. An diese Anlage, die einem großen regelbaren Widerstand gleicht, konnten die elektrischen Fahrmotoren der Lokomotive angeschlossen und einer Leistungsprüfung unterzogen werden. Die Leistungsprüfung war bei jeder Frist vorzunehmen. Die kompletten Dieselaggregate konnten mit Hilfe eines 8-Tonnen-Portalkrans aus dem Lokkasten gehoben werden. Er überspannte die Gleise 38 bis 40. Für kleinere Hebearbeiten gab es an den Gleisen 38 und 39 einen 2-Tonnen-Bockkran.

### Nach der Wende

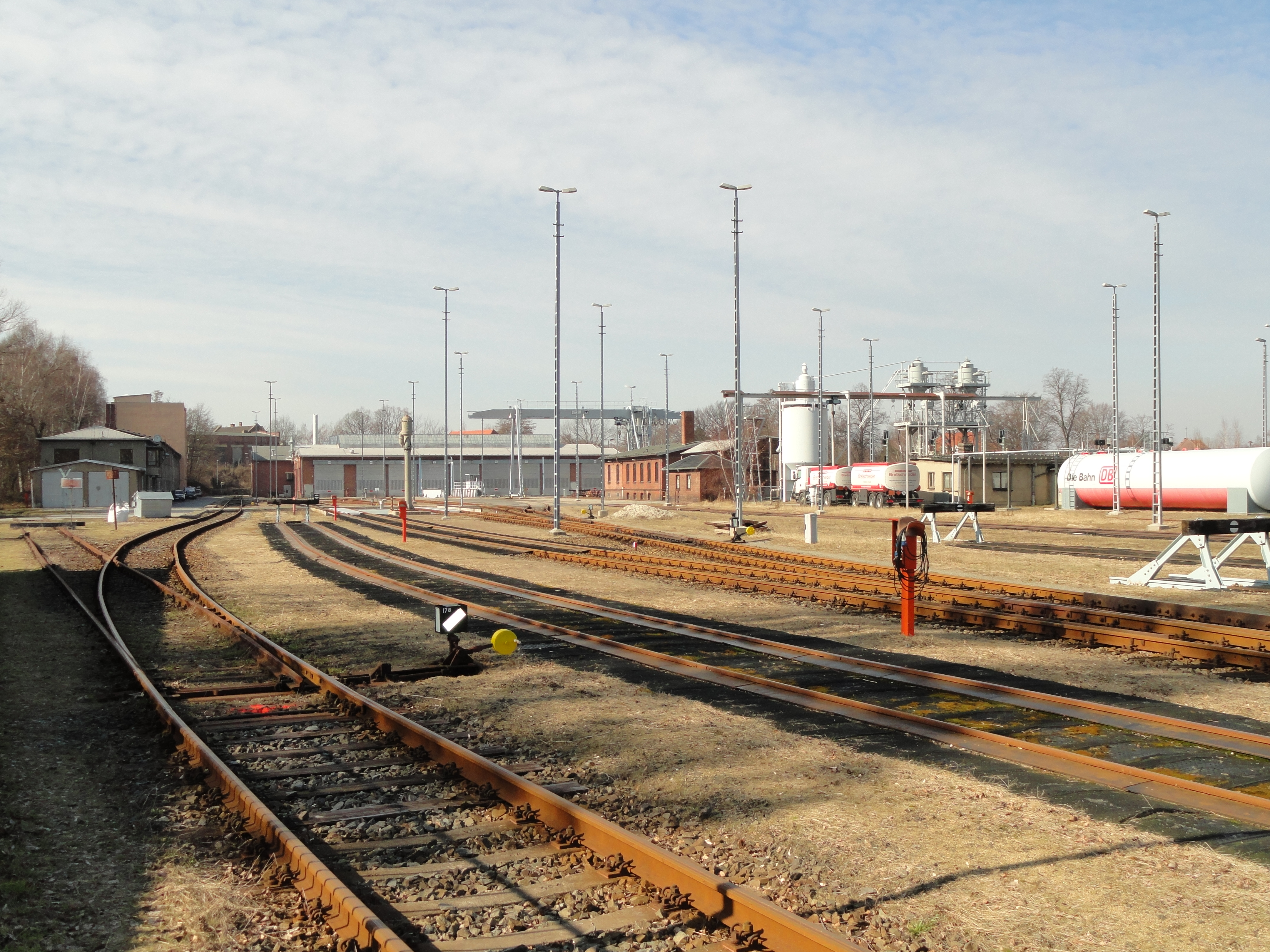
Blick über die südlichen Gleisanlagen auf das Werk mit den Dieselkraftstofftanks der DB Energie (rechts)

Die Außenschiebebühne wurde im September 1991 durch eine neue Anlage mit der gleichen Länge ersetzt. Im November 1992 demontierte man den Kohlehochbunker auf dem Bw-Gelände, da nun auch keine Dampfloks zum Vorheizen der Personenzüge mehr vorgehalten wurden.
Das Görlitzer Bw sollte nach Plänen aus Anfang der 1990er Jahre eines von drei verbleibenden Bahnbetriebswerken in der Reichsbahndirektion Dresden bleiben. Ab dem 1. Januar 1994 unterstand dem nunmehrigen Betriebshof Görlitz die Einsatzstelle Zittau, das ehemalige Bw Zittau.
Im Dezember 2002 übernahm die Lausitzbahn den Schienenpersonennahverkehr auf der Relation Cottbus – Görlitz – Zittau nach erfolgreicher Ausschreibung von der Deutschen Bahn. Im gleichen Jahr wurde der Betriebshof Görlitz von der Deutschen Bahn aufgegeben. Das Bw wurde bis 2008 weiter von der Lausitzbahn für ihre Triebwagen genutzt, als diese den Betrieb der Strecke an die ODEG abgeben musste.
Die Deutsche Bahn verkaufte das Bahnbetriebswerk und das dazugehörige ca. 37.000 Quadratmeter große Gelände am 15. Dezember 2008 an die Ostdeutsche Instandhaltungsgesellschaft (ODIG). Die ODIG ist eine hundertprozentige Tochterfirma der Ostdeutschen Eisenbahn (ODEG). Seit Dezember 2008 lässt die ODEG hier ihre Triebwagen warten. Sechs Mitarbeiter sind an dem Standort tätig. Die DB Energie unterhält auf dem Gelände noch eine Dieseltankanlage für ihre und unternehmensfremde Triebfahrzeuge.

## Fahrzeugbestand

### Länderbahnen

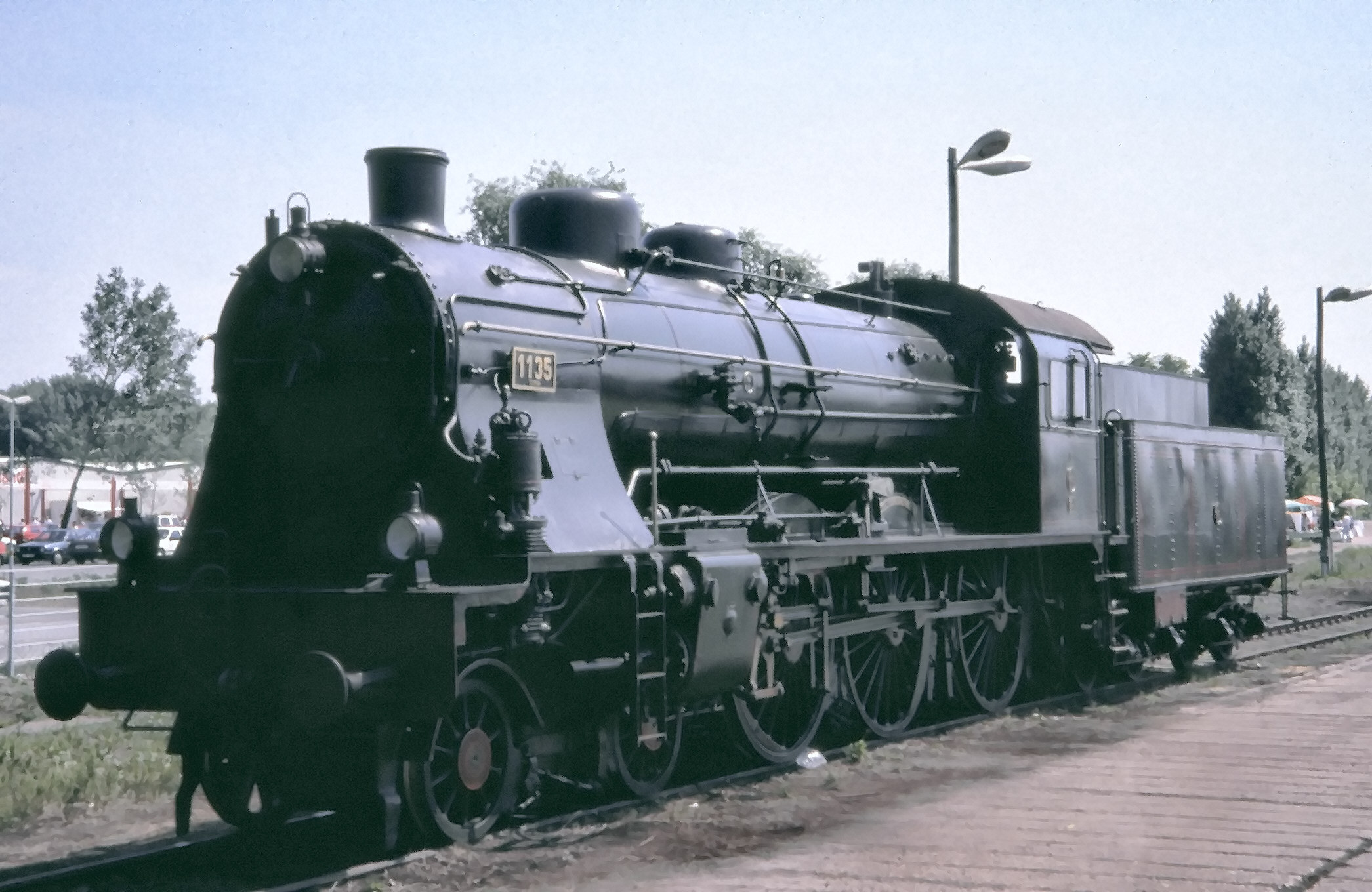
Die Schnellzuglokomotive 17 1135 (preußische Gattung S 10^{1}) war einst in Görlitz beheimatet.

Aus der Ära, als die preußische und die sächsische Staatsbahn das Bahnbetriebswerk bewirtschafteten, gibt es nur wenige Dokumente, die die Beheimatung von bestimmten Lokomotiven belegt. Für die sächsische Staatsbahn standen vermutlich die Sächsische IIIb und VIII V2 im Heizhaus. Einige Fotodokumente zeigen die Preußische P 3, P 3.1, P 4, P 4.2 und S 3 vor Zügen in Görlitz; jedoch ist nicht bekannt, ob diese Lokomotiven im Bw beheimatet waren. Sicher belegt ist lediglich die Beheimatung einer Preußischen S 6 (S 6 Nr. 622, später 13 1085) in Görlitz. Für den hochwertigen Personenzugdienst standen der preußischen Staatsbahn auch Lokomotiven der Baureihe S 101 zur Verfügung. Diese später unter der Baureihenbezeichnung 17 geführten Lokomotiven bildeten lange Zeit das Rückgrat des Görlitzer Bw.

### Deutsche Reichsbahn (bis 1945)
Die Baureihe 17 blieb dem Bw auch zu Reichsbahnzeiten erhalten. So waren im Jahr 1936 zehn Lokomotiven dieser Baureihe im Bestand des Bw. Im gleichen Jahr kam auch die ehemalige Breslauer 03 025 nach Görlitz. Kurz vor Kriegsende war das Bw auch Heimatbahnhof für vier Dampflokomotiven der Baureihe 03.10 – 03 1046, 1048, 1051 und 1052. Die ursprüngliche Stromlinienverkleidung der Lokomotiven wurde jedoch zur besseren Zugänglichkeit des Triebwerks entfernt.
Den Großteil des Personenzugdienstes schulterte die Baureihe 38 (ehemals Preußische P 8). 40 Lokomotiven dieser Baureihe waren bis 1945 insgesamt in Görlitz stationiert. Während der Kriegsjahre kamen im Schnell- und Eilzugdienst vor allem Lokomotiven der Baureihe 41 zum Einsatz. Neun Maschinen dieser Baureihe standen im Bw für diese Dienste bereit. Auf den Bahnlinien von Görlitz nach Seidenberg und Zittau waren die Baureihen 64 und 86 aus dem Görlitzer Bw anzutreffen.
Für den Rangierdienst auf dem Bahnhof Görlitz standen zahlreiche Lokomotiven der Baureihen 74 und 91 zur Verfügung.

### Deutsche Reichsbahn (ab 1945)
Nach dem Zweiten Weltkrieg wurden zahlreiche Maschinen, die in Görlitz verblieben waren, von der Sowjetischen Militäradministration Deutschland (SMAD) beschlagnahmt. Viele der beschlagnahmten Lokomotiven kamen aus den während des Kriegs von der Wehrmacht besetzten Gebieten. Die von den polnischen und der tschechischen Staatsbahnen stammenden Lokomotiven wurden ab 1946 an die entsprechenden Eisenbahnverwaltungen zurückgegeben. Aus den westlichen Ländern bis 1945 in Reichsbahn-Hand gekommene Lokomotiven verblieben zum Großteil in der sowjetisch besetzten Zone. So gehörten nach dem Krieg auch Lokomotiven der belgischen und französischen Staatsbahnen zum Fuhrpark des Görlitzer Bw. Mit der Eingliederung der einst eigenständigen Görlitzer Kreisbahn in die Reichsbahn übernahm das Bw 1948 auch vier Dampflokomotiven der Baureihe 89 und einen Verbrennungstriebwagen (VT 135 500) der Kreisbahn. Vier Jahre später wurden die fünf Triebfahrzeuge der einstigen Kreisbahn komplett aus Görlitz abgezogen.
Den Rangierdienst bestritten nach dem Krieg noch lange Zeit die Lokomotiven der Baureihe 91 aus dem Vorkriegsbestand. Sie wurden von drei Tenderlokomotiven der Baureihe 75 und vier der Baureihe 92 unterstützt, die auch für den Übergabeverkehr nach Reichenbach, Schlauroth und Weinhübel eingesetzt wurden. Im Jahr 1966 wurden die meisten Dampflokomotiven im Rangierdienst von den Diesellokomotiven der Baureihe V 60 abgelöst. Lediglich zwei 92er wurden noch als Reserve bereitgehalten.
In den 1950er und bis weit in die 1960er Jahre bestimmten noch die Preußische P 8 (Baureihe 38) und die Preußische P 10 (Baureihe 39) das Bild vor den Personenzügen. Einige Lokomotiven der Baureihe 39 wurden zwischen 1958 und 1962 im Reichsbahnausbesserungswerk Meiningen zur Baureihe 22 umgebaut und kamen danach wieder in Görlitz vor Eil- und Schnellzügen zum Einsatz. Die Baureihe 22 wurde jedoch bereits ab 1968 durch die Baureihe 03 abgelöst. In den 1970er Jahren waren die Schnellzugloks der Baureihe 03 bis zum Ende ihres regulären Einsatzes im September 1978 ein wichtiges Standbein. Die letzten anschließend noch betriebsfähigen Maschinen dieser Baureihe erbrachten im Mai 1979 ihre letzten Zugleistungen.
Vom Bw Schlauroth erhielt das Görlitzer Bw ab 1950 auch zahlreiche Lokomotiven der Baureihe 50. 1955 verzeichnete man mit 20 Stück dieser Baureihe den Höchststand. Danach wurde der Bestand abgebaut bzw. ab 1959 durch die Baureihe 52 ersetzt.

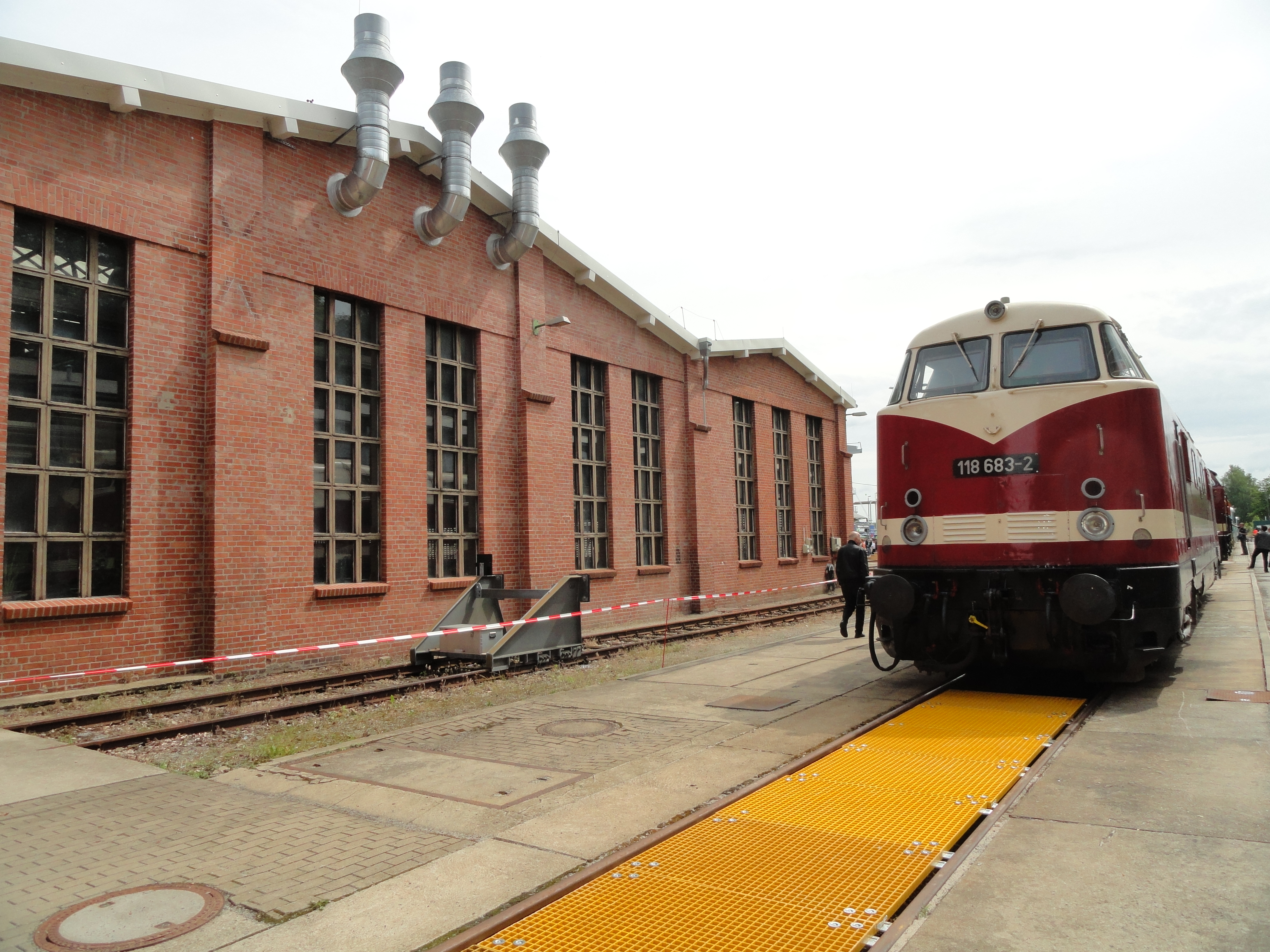
Erste sechsachsige Großdiesellokomotive des Bw: 118 683-2 (ehem. V 180 283)

Der Traktionswechsel von dampfgetriebenen Maschinen zu den Verbrennungsmotoren begann 1965 mit der Einführung der Baureihe V 15 im Rangierdienst. Sie erwiesen sich jedoch für die schweren Reisezüge als zu schwach. Sie wurden schließlich unter anderem für Übergabefahrten nach Reichenbach oder Weinhübel sowie im Rangier- und Verschiebedienst innerhalb des Bw eingesetzt. Letztere Aufgabe ging später auf die Akkuschleppfahrzeuge EL 16 über. Die erste sechsachsige Großdiesellokomotive für das Bw wurde am 22. Dezember 1967 beschafft. Es war die V 180 283. Ihr folgten 1968 weitere drei Exemplare sowie die vierachsige V 180 117. Die vierachsige Diesellokomotive war jedoch für das Entwicklungs- und Erprobungszentrum für die automatische Mittelpufferkupplung (EMK) in Schlauroth reserviert und kam nicht im regulären Dienst zum Einsatz. Sie war einseitig mit einer automatischen Mittelpufferkupplung ausgerüstet. Ein weiteres Jahr später traf mit der V 100 041 erstmals eine Diesellokomotive der mittleren Leistungsklasse in Görlitz ein. Die V 100 lösten die Baureihe 92 auf der einstigen Kreisbahn ab.
Ab 1975 verfügte das Bw mit der 132 154 auch über ihre erste dieselelektrische Lokomotive aus der Sowjetunion. Diese Lokomotiven und deren Schwesterbaureihen prägten neben Lokomotiven auf Basis der V 100 bis weit nach der Wende das Bild.

### Deutsche Bahn, Lausitzbahn und ODEG

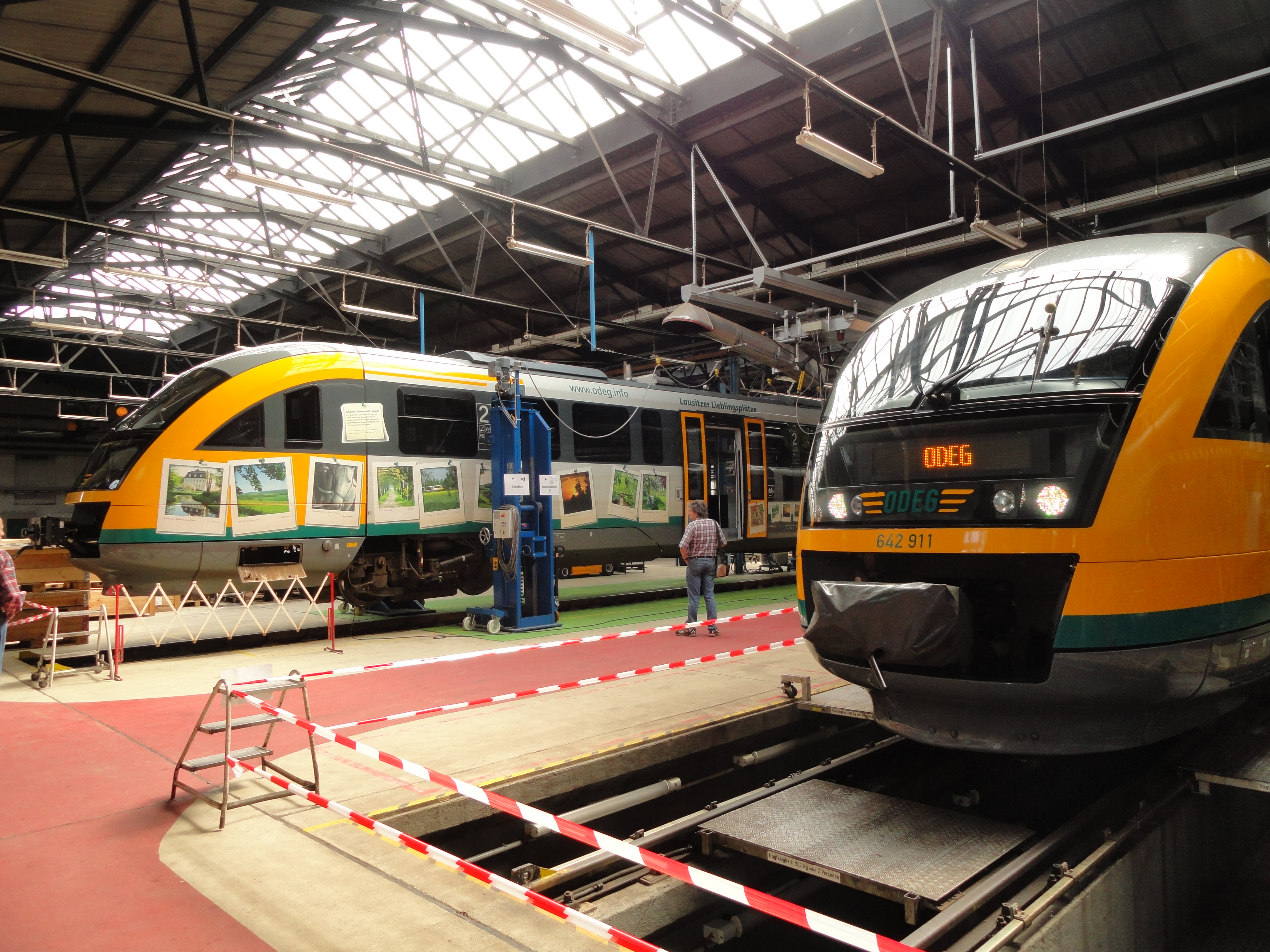
Zwei Desiro-Triebzüge im Werk

Wie bereits erwähnt prägte die Baureihe 232 (einst 132) das Bild des Bw. Auch Lokomotiven der Baureihe 219 waren oft in Görlitz zu Gast. Sie waren jedoch in Zittau beheimatet. Das Bw Görlitz übernahm den Unterhalt der Loks. Bis zur Regionalisierung 1997 gehörten auch die Schmalspurlokomotiven der Zittauer Schmalspurbahn zum Görlitzer Betriebspark. Ende Mai 1999 wurden alle zur DB Cargo gehörenden Diesellokomotiven der Baureihe 232 aus Görlitz abgezogen und in Dresden beheimatet. Im Görlitzer Betriebshof wurden im Gegenzug alle Diesellokomotiven der Baureihe 234 des vor der Schließung stehenden Bw Reichenbach (Vogtl) beheimatet.
Die Lausitzbahn betrieb bis Ende 2008 die Zugverbindung zwischen Cottbus und Zittau sowie den Verdichterverkehr zwischen Bischofswerda und Görlitz. Sie hatte insgesamt 13 Triebwagen vom Typ Siemens Desiro in Görlitz stationiert.
Die ODEG hat sechs Triebwagen vom Typ Siemens Desiro und fünf Triebwagen vom Typ Stadler Regio-Shuttle RS1 für ihr Lausitzer Netz in Görlitz beheimatet.

## Verwaltung
Seit 1901 war die Königliche Maschineninspektion Görlitz mit Sitz auf der Krölstraße 45 für die loktechnischen Belange zuständig. Es war neben dem Görlitzer Bw auch für das Schlaurother Bw und für Seidenberg zuständig. Im Jahr 1936 übernahm das Maschinenamt Hirschberg die Verwaltung. Das Maschinenamt Hirschberg unterstand der Reichsbahndirektion Breslau. Nach dem Zweiten Weltkrieg wurden die Reichsbahndirektion Breslau und das Maschinenamt Hirschberg aufgelöst und das Görlitzer Bw wurde nach dem Krieg samt dem Görlitzer Bahnhof und den einmündenden Strecken der Reichsbahndirektion Dresden zugeschlagen. Das Bahnbetriebswerk unterstand von nun an dem Maschinenamt Bautzen. Mit einer Umstrukturierung am 1. Januar 1955 gelangte der Großteil der Oberlausitz zum Direktionsbezirk Cottbus; dort verblieb er bis zur Auflösung der Direktion im Oktober 1990. Bis zum 1. Januar 1994 gehörte das Werk wieder zur Reichsbahndirektion Dresden.
Mit der Fusion der beiden deutschen Staatsbahnen zur Deutschen Bahn am 1. Januar 1994 unterstand das Bw dem Unternehmensbereich Nahverkehr der Deutschen Bahn. Nach der Bahnreform gehörte der Betriebshof Görlitz zur DB Regio.
Seit dem Verkauf des Bw im Dezember 2008 an die Ostdeutsche Instandhaltungsgesellschaft (ODIG) wird der Betriebshof auch von dieser Gesellschaft verwaltet.

## Treibachsendenkmal
Das Wahrzeichen des Bw war eine Treibachse der Schnellzuglokomotive 03 100. Sie war an der Reichenbacher Straße vor dem Verwaltungsgebäude mit einer Tafel aufgestellt. Auf der Tafel stand: „Treibachse der Schnellzuglokomotive 03 100 Baujahr 1933 Höchstgeschwindigkeit 130 km/h Raddurchmesser 2000 mm Laufleistung 2518739 km Außerbetriebsetzung 1975 Hersteller Borsig Lokwerke Bln. Tegel“. Die Schnellzuglokomotive wurde am 1. Februar 1977 (neue EDV-Nummer: 03 2100-0) im Bw Görlitz ausgemustert. Die Maschine wurde im Ausbesserungswerk Meiningen verschrottet. In einem Tender einer reparierten Dampflok kehrte nur die Treibachse nach Görlitz zurück und wurde am genannten Ort aufgestellt. Heute existiert die Treibachse nicht mehr vor dem Bw. Im Jahr 2006 ließ sie das Eisenbahnbundesamt nach Bonn verbringen, sie steht nunmehr vor dessen Gebäude.